# Supercoppa italiana 2011 (beach soccer)
La Supercoppa italiana 2011 si è disputata il 29 luglio 2011 a Ostia. È stata l’ottava edizione di questo trofeo ed è stata vinto dal Terracina per la prima volta.

## Tabellino
| Arbitro: | Matticoli e Cecchin (Isernia e Bassano del Grappa) |

|                                      |           |                                                                 |
| Alan 1pt’, 6tt’ Amarelle 10pt’, 5tt’ | Marcatori | 2pt’, 5pt’, 10pt’, 11st’ Bruno Xavier 7pt’ Spada 1tt’ Frainetti |